# Sranantongo
Sranantongo (officiële spelling: Sranan Tongo), kortweg Sranan, is een in Suriname gesproken creoolse taal. Het geldt samen met het Nederlands als lingua franca in Suriname en de Surinaamse diaspora als een wijdverspreide contacttaal. Qua aantallen is het Sranantongo in Suriname de tweede meest gesproken taal na het Nederlands, dat de officiële taal is.
Sranantongo was oorspronkelijk de contacttaal tussen de Afrikaanse slaven onderling; aanvankelijk konden ze elkaar niet verstaan omdat ze uit verschillende regio´s in Afrika kwamen. Hun nakomelingen, de huidige Creolen, leerden het Sranantongo als moedertaal. Het was voor hen tot 1877 verboden Nederlands te leren en spreken.
Marrontalen, gesproken door de Marrons zijn verwant aan het Sranantongo; per taal verschilt echter de onderlinge verstaanbaarheid. Matawai, gesproken door de gelijknamige stam is een van deze talen en kan ook gezien worden als een variant van het Sranantongo zelf. Ook het Saramaccaans aan de Suriname staat dichter bij het Sranantongo dan het Paramaccaans, het Aukaans en het Aluku van de Marrons aan de Marowijne.
Tegenwoordig wordt het Sranantongo door de meeste bevolkingsgroepen in Suriname gesproken; maar zeker niet iedereen kent de taal volledig, omdat de taal niet wordt onderwezen.

## Naam
Sranantongo betekent 'Surinaamse taal', waarbij het woord tongo, net zoals het Engelse tongue waar het van afgeleid is of het Franse langue, naast 'taal' ook 'tong' betekent. De taal wordt soms in Nederland ook wel aangeduid als het 'Surinaams', wat vaak als niet-correct wordt gezien. Een andere bekende Surinaamse taal is bijvoorbeeld het Sarnami Hindoestani, wat de groepstaal van de Hindoestanen is. Sarnami betekent evenals Sranan 'Surinaams'.
In de koloniale tijd werd deze taal in Suriname ook wel aangeduid als 'Takitaki' (gepraat) of 'Negerengels' (zie 'tongue'). Deze benamingen worden echter tegenwoordig meestal als denigrerend beschouwd.

## Beschrijving
Het Sranantongo is een creoolse taal die hoofdzakelijk gebaseerd is op het Engels, en ook een grote Nederlandse invloed heeft; dat wil zeggen dat de (kern)woordenschat grotendeels van Engelse en Nederlandse herkomst is. De taal is echter moeilijk verstaanbaar voor sprekers van het Engels en Nederlands, vanwege een afwijkende uitspraak; bij veel woorden valt de overeenkomst met hun Engelse en Nederlandse originelen vaak niet op, alhoewel sommige (geschreven) woorden soms te herkennen zijn. Verder zijn er invloeden vanuit het Portugees, Spaans en Afrikaanse talen.

## Ontstaansgeschiedenis

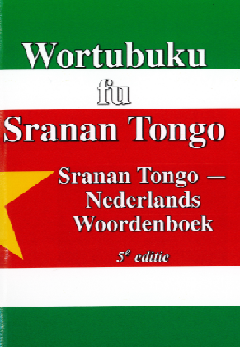
Woordenboek

Zoals alle creoolse talen is ook het Sranantongo begonnen als contacttaal; de taal werd voor het eerst gesproken door uit Afrika aangevoerde slaven die werkten op plantages tijdens de Engelse en Nederlandse koloniale overheersing. De taal is ontstaan rond het jaar 1651, toen de Engelse kolonisten de eerste Afrikaanse slaven naar Suriname haalden. Ze draagt grotendeels de sporen van het Engels en het Nederlands, daarnaast ook van het Portugees en van Afrikaanse talen. Na de overname door de Nederlanders in 1668 bleef het Engelse karakter van de creolentaal gehandhaafd, al werd er een steeds toenemend aantal Nederlandse woorden in de taal opgenomen. De taal ontwikkelde zich onder de slaven als een manier om met elkaar te kunnen communiceren. Zij kwamen uit verschillende regio's in Afrika en konden daardoor elkaar vaak niet verstaan. Ook spraken zij Sranantongo met de plantagehouders omdat Nederlands leren en spreken niet toegestaan was.
Na de afschaffing van de slavernij in 1863 werden er contractarbeiders uit verschillende landen naar Suriname gehaald, het Sranantongo werd toen ook door hen overgenomen; dit heeft er mede voor gezorgd dat de taal tegenwoordig door de verschillende bevolkingsgroepen van Suriname wordt gesproken. Met een creoolse taal wordt een taal bedoeld die in eerste instantie is ontstaan uit noodzaak om met elkaar te kunnen communiceren, omdat verschillende mensen in een bepaalde situatie elkaar niet konden verstaan. Zo'n taal ontwikkelde zich tot een 'echte' taal, met eigen (eenvoudige) grammaticale regels en heeft zich daarna tot een moedertaal ontwikkeld. In het Sranantongo zijn de invloeden van Afrikaanse talen duidelijk herkenbaar in de syntaxis, het idioom en de uitspraak. Het doorzichtige karakter van de taal maakt dat ze over het algemeen makkelijk te leren is.
De eerste teksten in het Sranantongo dateren uit de 18e eeuw. De oudste bekende tekst komt uit het boek 'Beschrijvinge van de volk-plantinge Zuriname', van J.D. Herlein, uit 1718. Hierin staan enkele losse woorden en dialogen opgeschreven, zo'n vijftig jaar na het eerste ontstaan van de taal. Hier valt het in sommige opzichten pidginachtige karakter van de taal op. Voorbeelden hiervan zijn de afwezigheid van lidwoorden en van het koppelwerkwoord, die later wel in de taal zijn opgenomen. Vermoedelijk was de taal rond deze tijd nog maar gedeeltelijk gecreoliseerd en nog aan het ontwikkelen tot het Sranantongo dat we uit latere bronnen kennen. Een opvallend fonologisch verschil is de aanwezigheid van tweeklanken, waar in modern Sranantongo enkelvoudige klinkers gebruikt worden. Het Sranantongo zoals dat was in 1718 stond wat betreft de fonologie en woordenschat dichter bij het Engels dan nu.
| 1718                                           | Huidig Sranantongo                               | Nederlands                                                  |
| ---------------------------------------------- | ------------------------------------------------ | ----------------------------------------------------------- |
| Oudy                                           | Odi                                              | Hallo                                                       |
| Oe fasje jou tem?                              | Fa yu tan?                                       | Hoe gaat het met je?                                        |
| My bon                                         | Mi de bun                                        | Met mij gaat het goed                                       |
| Jou bon toe?                                   | Fa yu tan?                                       | Gaat het met jou ook goed?                                  |
| Ay                                             | Ai                                               | Ja                                                          |
| My belle wel                                   | A e go                                           | Het gaat goed                                               |
| Jou wantje sie don pikinine?                   | Yu wani sdon pkinso?                             | Wil je even zitten?                                         |
| Jou no draei?                                  | Watra e kiri yu?                                 | Heb je geen dorst?                                          |
| Ay mi wanto drinkje                            | Ai mi wani dringi wan sani                       | Ja ik wil wat drinken                                       |
| Grande dankje no ver mie                       | Grantangi no gi mi                               | Nee bedankt niet voor mij                                   |
| Jo wantje smoke pipe tobakke?                  | Yu wani smoko wan pipa tabaka?                   | Wil je een pijp roken?                                      |
| Jou wantje loeke mie jary?                     | Yu wani syi mi dyari?                            | Wil je mijn tuin zien?                                      |
| Loeke mie druve se hansum                      | Luku mi droifi moi                               | Kijk mijn druiven zijn mooi                                 |
| Mie jari no grande bon?                        | Mi dyari moi, no?                                | Mijn tuin is mooi nietwaar?                                 |
| Ay hansum fo trou                              | Ai a moi fu tru                                  | Ja hij is heel mooi                                         |
| Jou wantje gaeu wakke lange mie?               | Yu wani go waka nanga mi?                        | Wil je met me gaan lopen?                                   |
| Oe plasje joe wil gaeu?                        | Pe yu wani go?                                   | Waar wil je naar toe?                                       |
| Mie wil gaeu na watra-zy                       | Mi wani go na watrasei                           | Ik wil naar de waterkant gaan                               |
| Oe tem wie wil gaeu na riba?                   | Oten wi o go na liba?                            | Wanneer gaan we de rivier op?                               |
| Oe plesje tem                                  | Oten yu man nomo                                 | Wanneer je wilt                                             |
| Mie misisi take joe oudy                       | Mi misi seni taygi yu odi                        | Mijn vrouw doet je de groeten                               |
| Akesi of joe tan na house                      | A e aksi efu yu tan na oso                       | En vraagt of je thuis blijft                                |
| A wilkom loeke joe na agter dina tem           | A wani kon luku yu bakadina                      | Ze wil je ’s middags bezoeken                               |
| No mie ben benakase ta entre ples a reddie wen | No mi ben aksi wan tra presi kba fu go na fisiti | Nee ik heb al een ander gevraagd of ze wil dat ik zou komen |
| As hem ples hem kom te maare                   | Efu a man fu kon tamara                          | Als het haar uitkomt, kan ze morgen komen                   |
| Oe som bady mastre vor joe?                    | O suma na a masra fu yu?                         | Wie is je meester?                                          |
| Oe fasse nam vor joe mastre?                   | Fa yu masra nen?                                 | Hoe heet je meester?                                        |
| Oe fasse kase vor joe misisi?                  | Fa yu misi nen?                                  | Hoe heet jouw meesteres?                                    |
| Oe plesse jo liewy?                            | Pe yu e libi?                                    | Waar woon je?                                               |
| Klosse byna forte                              | Krosbei na foto                                  | Dicht bij de stad                                           |
| Jo no love moe moore                           | Yu no lobi mi moro                               | Je houdt niet meer van mij                                  |
| Jo wantje sliepe langa mie?                    | Yu wani sribi nanga mi?                          | Wil je met mij slapen?                                      |
| No mie no wantje                               | No mi no wani                                    | Nee ik wil niet                                             |
| Jie no bon                                     | Yu no bun                                        | Je bent niet goed                                           |
| Jie monbie toe mousse                          | Yu gridi tumsi                                   | Je bent te gierig                                           |
| Kom bosse mie wantem                           | Kon bosi mi wanten                               | Kom, zoen mij eens                                          |
| Na tappe                                       | Na tapu                                          | Omhoog                                                      |
| Na laeu                                        | Na ondro                                         | Omlaag                                                      |
| Zon komotte                                    | Son opo                                          | De zon komt op                                              |
| Zon gaeud on                                   | Son saka                                         | De zon gaat onder                                           |
| Santje                                         | Sani                                             | Ding                                                        |
| Kaba                                           | Kba                                              | Klaar                                                       |
| Hause                                          | Oso                                              | Huis                                                        |
| Tappe                                          | Daki                                             | Dak                                                         |
| Tappe windels                                  | Tapu den fensre                                  | Doe de ramen dicht                                          |
| Ope windels                                    | Opo den fensre                                   | Doe de ramen open                                           |
| Ver wate jie no ope windels?                   | Fu san yu no opo den fensre?                     | Waarom doe je de ramen niet open?                           |

## Gebruik
De taal wordt in Suriname vaak als ‘informeel’ beschouwd en vooral vroeger had het een stigma als ‘slaventaal’ met een laag prestige. Er bestaat sinds het einde van de achttiende eeuw en vooral in de twintigste eeuw ook een enorm gegroeide geschreven literatuur in het Sranantongo. Ondanks de ruime verspreiding van het Sranantongo onder de bevolking is de taal het stigma van vroeger nauwelijks ontstegen. In tegenstelling tot bijvoorbeeld het Papiaments wordt de taal nauwelijks als schrijftaal of bij officiële gelegenheden gebruikt. Een reden daarvoor is waarschijnlijk de beperkte woordenschat van het Sranantongo, waardoor de taal beperkt, of niet, gebruikt kan worden als voertaal in bijvoorbeeld het onderwijs, in wetenschappelijke artikelen of juridische stukken.
Een uitzondering is het schriftelijke gebruik van Sranantongo in (informele) online communicatie waar de taal vaak gemengd wordt met het Nederlands. Algemeen overheerst in Suriname, ook bij de sprekers zelf, de opvatting dat de taal, bijvoorbeeld door de vermeende dubbelzinnigheid, ongeschikt is voor formeel gebruik. Ook geldt het Nederlands als cultureel neutraler, omdat het niet de cultuurtaal van een grote bevolkingsgroep in Suriname is. Vooral vroeger mochten veel Surinamers alleen Nederlands spreken; het Sranantongo zou ‘ongepast’ zijn. De straattaal die voornamelijk door jongeren in Nederland wordt gesproken bevat ook veel woorden uit het Sranantongo.

## Spelling
Sinds 1986 bestaat er een officieel afgekondigde spelling van de taal, vastgesteld door de overheid: Resolutie van 15 juli 1986 No. 4501, inzake vaststelling officiële spelling voor het Sranantongo. Desondanks wordt deze spelling niet door iedereen gebruikt, omdat de taal en spelling niet wordt onderwezen; hierdoor is er een grote variatie in de spelling.
Enkele regels volgens de officiële spelling:
- Schrijf nooit ie maar i
- Schrijf nooit oe maar u
- Schrijf nooit j maar y
- Schrijf nooit ng op het eind van een woord maar n
- Schrijf nooit y als tweede deel van een tweeklank maar i
- Schrijf nooit in één woord een dubbele letter achter elkaar

De letters C, J, Q, V, X en Z worden niet gebruikt, alleen in leenwoorden en eigennamen.
Wanneer het voorafgaande element op een klinker, n of w eindigt en als het volgende woord met een klinker begint, worden beide woorden verbonden door een koppelteken. Bij samenstellingen mogen twee gelijke medeklinkers niet aaneengeschreven worden; hiervoor wordt het koppelteken (-) gebruikt. Ook mag bij lange samenstellingen vanwege de leesbaarheid een koppelteken worden gebruikt. Samenstellingen van verschillende woorden worden alleen aaneengeschreven als de samenstelling een andere functie of betekenis heeft, dan wanneer ze los geschreven zijn. Combinaties van tweemaal hetzelfde woord (reduplicaties) worden altijd aaneengeschreven.
Als twee gelijke medeklinkers in een woord aan elkaar geschreven zouden worden, worden ze gescheiden door een apostrof. Verder wordt de apostrof gebruikt bij samenstellingen, als bij deze samenstellingen de laatste medeklinker van het eerste woord niet wordt uitgesproken en het tweede woord begint met een klinker.
De accent circonflexe wordt gebruikt om gerekte vocalen weer te geven. Staat er een accent circonflexe boven de klinker, dan wordt deze langer uitgesproken; een lengteverschil is betekenisonderscheidend.
| Tweeklanken | Uitspraak             | Voorbeeld         |
| ----------- | --------------------- | ----------------- |
| aw          | als Nederlandse au    | kaw "koe"         |
| ow          | als Nederlandse oo    | owru "oud"        |
| ew          |                       |                   |
| ei          | als Nederlandse ee    | eigi "eigen"      |
| èi          | als Nederlandse ei/ij | partèi "partij"   |
| ai          | als Nederlandse aai   |                   |
| oi          | als Nederlandse ooi   | moi "mooi"        |
| dy          | als Nederlandse dj    | dyompo "springen" |
| ny          | als Nederlandse nj    | nyun "nieuw"      |
| sy          | als Nederlandse sj    | syatu "kort"      |
| ty          | als Nederlandse tsj   | tyari "dragen"    |

## Grammatica
| tegenwoordige tijd | e      |
| verleden tijd      | ben    |
| toekomende tijd    | sa / o |

Het Sranantongo is, zoals de meeste creooltalen, een isolerende taal. De wortel wordt ongewijzigd gebruikt voor verschillende woordsoorten, bijvoorbeeld zelfstandige naamwoorden en werkwoorden. Het woord denki betekent zowel 'denken' als 'gedachte' en yuru staat zowel voor 'huren','huur' als 'tijd'. De taal staat bekend om zijn dubbelzinnigheid. Een woord kan zeer veel verschillende betekenissen en dubbele bodems hebben, bijvoorbeeld het woord baka (spreek uit 'bakka'): bakken, achterkant, rug (vgl. Engels: back), weer/opnieuw/terug. Een relatief geringe woordenschat is een veelvoorkomend kenmerk van creooltalen.
Er is evenmin vervoeging van werkwoorden. Ik denk, jij denkt, hij denkt etc. is allemaal ... denki. Het persoonlijke voornaamwoord geeft aan om wie het gaat. Tijdsaanduidingen (tegenwoordige tijd/verleden tijd/toekomende tijd) worden aangegeven door toevoegingen. Bij de tegenwoordige tijd zet men 'e' voor het werkwoord. Voor de verleden tijd wordt daar ben aan toegevoegd.
De toekomende tijd krijgt er sa of o bij en de gebiedende wijs 'mu' of, in meerdere mate, musu (moeten). Voor de onvoltooid verleden tijd (zouden) worden de vormen ben sa en ben o gebruikt. De twee soorten verleden tijd hebben in het Sranantongo dezelfde uitgangsvorm; hij wachtte en hij had gewacht: a ben wakti. In de voltooid tegenwoordige tijd wordt er geen toevoeging gebruikt: Ik heb gewacht Mi wakti.
Lidwoord; het of de = 'a'. Als een wordt gebruikt in de zin van 'één' dan wordt dat vertaald met wan (afgeleid van het Engelse one). Wan is ook een telwoord. Meervoud wordt aangeduid met het lidwoord den (spreek uit: ding). Er volgt geen verbuiging van het zelfstandig naamwoord. Het huis = A oso, Een huis = Wan oso en huizen = Den oso.
Opvallend is ook:
- veelvuldig optreden van l/r alternantie (vooral bij aan het Engels ontleende woorden), dus; bribi = versta
- klinkers aan het begin van een woord vallen weg, waarmee de klemtoon naar achteren wordt geschoven; in plaats daarvan is er vaak een suffix-i

### Voorbeelden
- Voorbeeld met het werkwoord wroko (werken)

| mi e wroko (m'e wroko)      | ik werk                |
| yu ben wroko                | jij was aan het werken |
| yu wroko                    | jij hebt gewerkt       |
| a wroko (kaba)              | het werk is "klaar"    |
| a mu wroko / a musu wroko   | hij moet werken        |
| wi ben wroko                | wij hadden gewerkt     |
| unu sa wroko / un' sa wroko | jullie zullen werken   |
| den ben o (b'o) wroko       | zij zouden werken      |

Zie ook de Engelse oorsprong; mi e wroko; me are working, yu ben e wroko; you have been working). Enige woorden in het Sranantongo zijn:
- Gu morgu = goedemorgen
- Fawaka = Hoe gaat het?
- Tamara = morgen
- Grantangi = dank u wel
- A bun = oké, het is goed
- Mi lobi yu = ik hou van je
- Mi faya lobi = mijn vurige liefde
- Bakra = Nederlander, blanke in het algemeen
- Dyu = jood
- Ingi = indiaan, inheems
- Mi o syi / m'o syi = tot ziens

| De dagen van de week   | Den dei fu a wiki |
| ---------------------- | ----------------- |
| maandag                | munde             |
| dinsdag                | tudewroko         |
| woensdag               | dridewroko        |
| donderdag              | fodewroko         |
| vrijdag                | freida            |
| zaterdag               | satra             |
| zondag                 | sonde             |
| Delen van de dag       |                   |
| ’s morgens/'s ochtends | mamanten/m’manten |
| ’s middags             | bakadina          |
| ’s avonds/’s nachts    | neti              |
| overdag                | deiten            |
| middernacht            | mindrineti        |

## Over het Sranantongo
- Jan Voorhoeve, Voorstudies tot een beschrijving van het Sranan Tongo (Negerengels van Suriname). Amsterdam: Noord-Hollandsche Uitgevers-Maatschappij, 1953. (Diss.)
- Jan Voorhoeve, Sranan syntax. Amsterdam: North-Holland Publishing Company, 1962.
- Max Sordam & Hein Eersel, 'Sranan Tongo', Baarn, Bosch en Keunig (1983), tweede druk (1985), derde druk (1989)
- Michiel van Kempen, Spiegel van de Surinaamse poëzie. Amsterdam: Meulenhoff, 1995.
- Woordenlijst Wordlist; Sranan-Nederlands, Nederlands-Sranan, English-Sranan. Derde, herziene uitgave. Paramaribo: Stichting Volkslectuur/Vaco, 1995.
- René Hart, Sranantongo; Leer-werkboek Surinaamse taal en cultuur. Arnhem: Angerenstein, 1996.
- Eithne B. Carlin & Jacques Arends, Atlas of the languages of Suriname. Leiden: KITLV Press, 2002.
- Michiel van Kempen, Een geschiedenis van de Surinaamse literatuur. Breda: De Geus, 2003. (2 dln.)
- J.C.M. Blanker & J. Dubbeldam, Prisma woordenboek Sranantongo. Utrecht: Het Spectrum, 2005.
- Ronald Snijders, "Surinaams van de straat/ Sranantongo fu strati". Amsterdam: Prometheus, 1994
- I.D. Menke, "Grammatica van het Surinaams" 3e (herziene) druk 2006. VACO N.V. Paramaribo, Suriname
- Michaël Ietswaart & Vinije Haabo, "Sranantongo: Surinaams voor Reizigers en Thuisblijvers" (6de druk). Zutphen: Walburg Pers, 2012